# Pastinaca rectistylis
Pastinaca rectistylis är en flockblommig växtart som beskrevs av Pierre Edmond Boissier. Pastinaca rectistylis ingår i släktet palsternackor, och familjen flockblommiga växter. Inga underarter finns listade i Catalogue of Life.